# 阿寶·馬頓斯
PG8-7 "阿寶·馬頓斯"（英語：PG8-7 "Finn Mertens"），通稱阿寶，是老皮的搭檔、朋友兼養繼弟，由潘得頓·沃德創作的美國動畫影集《探險活寶》中的虛構人物。由傑瑞米·沙達在系列配音。首次登場於〈探險活寶〉，其中名字為潘，由傑里米哥哥扎克·沙達配音。

## 生平簡歷
剛開始為12歲，至第十季已為17歲。在〈英雄寶典〉中阿寶進行神奇的隨機任務殺死任何邪惡，不傷害無辜，甚至不傷害一個無辜的螞蟻。擁有一個強大的道德準則，阿寶發誓會幫助任何需要的人，經常進行英勇壯舉拯救每一天，然而，從第三季後，阿寶的熱情變得淡化，這表明他越來越成熟，因為他的年齡。
第一季第10集〈便便山的回憶〉中顯示幼年時被遺棄在樹林中。他透露曾在“嘣嘣”時不料倒在大葉上，並躺在那裡哭，直到皮老爹與皮老媽從曠野中救他，而給在他一旁的老皮照顧。因此老皮也是阿寶的繼兄。在〈吸血鬼跟班〉，當阿寶問起他的親生父母，老皮開玩笑地告訴是來自白菜。在〈巨人蘇珊〉阿寶都說不知道父母何須人也。是少數會變老人物之一（與火焰公主）。根據〈阿寶的前世記憶〉阿寶有過去的記憶。在〈飢餓的艾薇爾〉中可知是色盲，誤認翡翠為紅寶石。
在第六季第2集〈逃離惡魔城〉，阿寶為了為了得知自己為何被拋棄而緊追著自己的親生父親阿丁，卻因為右手被拉扯而斷臂，延伸至手肘有花伸出。後來在〈蜂兒的魔力〉長了回來，不過實際上為草劍的重生。第八季第14集〈喧賓奪主〉中草劍和阿寶劍合體成阿寶另一分身草阿寶，導致阿寶再次失去了右手，後換上泡泡糖公主製的機械臂。第八季第25集〈島嶼大進擊：阿寶的身世〉中，得知阿寶出生於中心島，卻因父親被人找上要報仇而帶著阿寶逃到海上，不過遭受守護者的阻攔，之後獨自漂流到哇賽秘境，而父親為保護阿寶而上前引開守護者後下落不明。隨後阿寶在森林中被皮老爹收養，連結到〈便便山的回憶〉。不久之後，因中心島發生瘟疫而遭廢棄，其居民移居至創始者島上。

## 物理外貌
5英尺高。有幾個牙齒缺失，黃色頭髮，但長度不同，由於偶然理髮的關係。從遠處看他的眼睛和眉毛雖然為黑，但根據主角設計師安迪‧黎斯泰諾是藍色的。戴著白色熊形帽子、短藍色褲及淡藍色T恤。他也有一個綠色背包、黑色鞋子及捲起的襪子。阿寶有桃色皮膚。目前17歲，中等身高和體重。他的胳膊和腿很瘦，但有廣大的軀幹。他缺少幾個牙齒是因為經常面對的怪物打他的臉，還常常咬石塊等硬物。根據不同場景牙齒有時是圓形或尖的。在〈英雄寶典〉可以看到他的左眼是綠色的，而右眼是藍色的，可能他有虹膜異色症。不過，安迪‧黎斯泰諾確定這是“特殊場景”，而實際上眼睛是淡藍色的，是一般人不可見的肉眼。湯姆班指出，那集裡阿寶有一個小圓鼻子，但被認為是出錯或故意幽默的場景。
在〈逃離惡魔城〉，阿寶想接近他的父親之後已經失去了右臂，然後沾到惡魔城守護者的血液使它長成一朵花。後來在〈蜂兒的魔力〉的花長成一棵樹，重新獲得新的肢體。
在〈迷幻火車〉，據老皮，阿寶約5英尺高（1.50米）。在第六季第23集〈睡衣派對大落跑〉中可以看出已幾乎跟比他老的泡泡糖公主一樣高。

## 阿宝的剑
阿宝在正剧中一共主要使用过7把各不相同的剑。剧情中有多个段落围绕这些剑展开，描绘了其来历、传承以及与主角之间的关系。
1. 金剑
阿宝的第一把武器，来历未知。剑身似乎由黄金制成，剑柄为黑色，最下方镶嵌有红色宝石，外形破旧，与其他剑相比外观较为普通。
2. 树根之剑
阿宝在列车上发现的武器。剑身为白色，剑柄由树根构成，设计较为独特，出场次数较少。
3. 恶魔血之剑
阿宝父亲留下的传家宝。整把剑为红色，剑身与剑柄之间由一个特殊标志连接，是由恶魔的血锻造而成。该剑最终被阿宝在恶魔威胁下折断。
4. 草之剑
阿宝在神秘草屋中发现的剑，为一把被诅咒的武器，诅咒内容为永远跟随阿宝。虽然外表像是草制，但具备相当的锋利性和破坏力。该剑可与阿宝手臂融合，使用时直接从手臂中形成。
其本质为草恶魔，具备多种形态变化能力。草恶魔后来化为阿宝手掌中心的绿芽，此时的草之剑仍能感知阿宝的情绪，并在非自主状态下变化为不同形态。在一次战斗中，草恶魔入侵了阿宝之剑，并与之融合，形成一个外表接近阿宝、且拥有其记忆的草阿宝。
剧情中，阿宝一开始对草阿宝持怀疑态度，后转为信任并产生情感联结。然而，草阿宝企图取代原本的阿宝，但最终未能成功。在冲突中，阿宝通过机械手臂的“除草模式”终结了草阿宝。事件结束后，泡泡糖公主的叔叔利用草阿宝残余的草体重新锻造出强化版本的草阿宝，意图统治糖果王国。在经历进一步冲突后，阿宝与草阿宝达成和解，共同摧毁了诅咒之源。草阿宝也因此失去了实体。
5. 阿宝之剑
由另一个时间线中的阿宝转化而成。剑身为白色，剑柄与剑身连接处嵌有一块大型蓝色圆形宝石。阿宝可通过该宝石与另一个时间线的自己对话。在一次战斗中，宝石被草之剑意外损坏。后草恶魔与该剑中的阿宝融合，成为草阿宝。
6. 西洋剑
在无剑可用时，阿宝使用的一把临时武器。外形与传统西洋剑一致，出场时间较短，后被敌人毁坏。
7. 魔剑
为应对泡泡糖公主叔叔的侵略，薄荷糖管家与艾薇尔的父亲共同打造的武器。该剑主体为紫色，剑身与剑柄连接处装饰有一个类似恶魔眼睛的图案。